# 三谷典正
三谷 典正（みたに のりまさ、1958年3月3日 - ）は、日本の元競輪選手、元ラグビー選手。京都府出身。日本競輪学校（当時。以下、競輪学校）第49期生。現役時は日本競輪選手会奈良支部所属（最終。デビュー当初は滋賀支部所属）。
競輪選手の三谷政史（93期）は長男、三谷将太（92期)は二男、三谷竜生（101期生）は三男で、実子3人の師匠となっている。三兄弟の他に娘（末子）がいる。

## 戦績
東山高校在学中からラグビー部に所属し、法政大学ラグビー部では主にセンター(CTB)のポジションで、1978年度、1979年度の関東大学ラグビーリーグ戦グループで優勝を経験し、当人は79年度の同リーグ戦グループのベストフィフティーンに選出された。また、1980年には、ラグビーアンダー23(U23)日本代表に選出された。
大学卒業後も本田技研鈴鹿でラグビーを続けていたが、1980年のレークプラシッドオリンピック・スピードスケート代表選手であった市村和昭（48期）が競輪選手に転身するニュースを知るや、自身も競輪選手を志望することとなり、師匠である杉田耕一郎（8期）に師事した後、競輪学校に第49期生として入学した。同期に小門洋一らがいる中で在校成績48位で卒業している。
1982年5月13日、一宮競輪場でデビューし2着。初勝利は同月14日の同場。その後は長らくS級選手として活躍し、1986年から1996年頃まで常時特別競輪（現在のGI）に出場。GIIでは2002年のふるさとダービー松阪の出場が最後となる。
日本競輪選手会滋賀支部の支部長を長年に亘り務めてきたが、ホームバンクであった大津びわこ競輪場廃止後の2012年8月28日に三男の竜生と共に奈良に移籍し、登録地を変更。
2014年6月28日の岐阜競輪場第4R・A級チャレンジ選抜戦での4着がラストレース。同年7月7日、選手登録消除。
現役時代の通算成績は2708戦282勝。